# 事前集積船
事前集積船（じぜんしゅうせきせん、Maritime Prepositioning Ship）は、アメリカ合衆国軍の輸送船。船隊を組んで世界各地に兵器や補給品を満載した状態で海上配備され、有事には空路にて駆けつける4軍の将兵に対して、空輸に向かない重量のある兵器や大量の補給物資を沿岸部へ素早く供給することを目的とする。

## 海兵隊用
アメリカ海兵隊の為の事前集積船は10隻より編成される海上事前集積船隊である。

## 陸軍用
アメリカ陸軍の為の事前集積船は8隻より編成される戦闘事前集積備蓄船隊である。
この事前集積部隊は1998年にそれまでの米陸軍戦時予備備蓄（Army War Reserve, AWR）から名前が変り、第3陸軍事前集積備蓄（Army Prepositioned Stock, APS-3）と呼ばれるようになった、重機甲旅団と第6洋上配備旅団用の装備を積んだワトソン級大型中速車両輸送艦6隻とコンテナ貨物船2隻が、バーレーンやUAEのジュベル・アリ港にいる場合が多く、1年の4分の3はペルシャ湾内にいて、時にディエゴガルシア島で事前備蓄されている。

## 他軍種用
国防兵站局、アメリカ空軍及びアメリカ海軍の為の事前集積船は8隻より編成される兵站事前集積部隊である。
平時には大半がディエゴガルシア島に停泊している。
- 国防兵站局所管の「K.R.ウィーラー海軍中将級沿岸送油システム（OPDS）艦」 - 1隻
- 空軍の航空機用弾薬を積載したコンテナ貨物船 - 2隻
- 海兵隊航空機の兵站支援の為の「ライト級航空兵站支援艦」 - 2隻
- 海軍の艦艇用の貨物・弾薬を積載した「ルイス・アンド・クラーク級貨物弾薬補給艦」 - 2隻
- 「モントフォード・ポイント級遠征移送ドック」 - 1隻[1]